# Ненад Јакешевић
Ненад Јакешевић (Београд, 8. септембар 1950.) српски је сликар и илустратор који живи и ради у Њујорку.

## Биографија
Ненад Јакешевић је 1974. дипломирао на сликарском одсеку Факултета примењених уметности у Београду.
Након пресељења у САД Јакешевић ради у дигиталним и традиционалним медијима, као и у концептуалним, научним и медицинским областима. Најпознатији по својим илустрованим књигама, посебно у дечјој књижевности. Дело Ненада Јакешевића „Јабуке (композиција мртве природе, воће у корпи)“ наручило је Удружење америчких уметника Њујорка 1983. године и објавило их је у јединственом, ограниченом тиражу од 250 примерака.